# Тревино, Ли
Ли Бак Тревино (англ. Lee Buck Trevino; род. 1 декабря 1939 года, Даллас, США) — американский профессиональный гольфист, шесть раз становившийся победителем крупнейших соревнований по гольфу. Считается одним из величайших игроков в истории гольфа. В 1981 году был включён в Зал славы мирового гольфа.
Ли Тревино является одним из четырёх игроков, выигравших дважды Открытый чемпионат США по гольфу, британский Открытый чемпионат и Чемпионат PGA. Имея мексиканские корни, он служит иконой для мексиканских американцев и получил прозвища «The Merry Mex» (рус. «Весёлый мекс») и «Supermex» (рус. «Супермекс»).

## Биография
Ли Бак Тревино родился в Далласе, штат Техас в семье, имеющей мексиканские корни. Тревино воспитывали мать Хуанита Тревино и дедушка Джо Тревино, работавший могильщиком. Тревино не знал своего отца, Джозефа Тревино, который оставил сына в раннем возрасте. Детство Ли Тревино провёл, временами посещая школу и работая, чтобы помочь семье. Он начал работать в пять лет, попав на хлопковые поля.
Тревино познакомился с гольфом, когда его дядя дал ему старую клюшку и несколько мячей. После этого он всё своё время проводил на полях соседнего гольф-клуба, куда проникал тайком. Затем он стал кедди в клубе «Даллас Атлетик», расположенном рядом с домом. Очень быстро эта работа стала его основной. В 14 лет Тревино окончательно оставил школу. Он зарабатывал $30 в неделю, работая кедди и полировщиком обуви. Одновременно он продолжал практиковаться в гольфе, поскольку позади домика кедди находилось маленькое поле с тремя лунками. После работы он, как правило, выполнял не менее трёхсот ударов по мячу.
Когда Тревино в декабре 1956 года исполнилось 17 лет, он был призван в Корпус морской пехоты США, где отслужил четыре года. Часть времени он проводил, играя в гольф с офицерами. По собственным словам, гольф помог ему получить повышение до младшего капрала. Тревино успешно выступал в азиатских соревнованиях вооружённых сил, где одним из его соперников был Орвилл Муди, который вслед за Тревино выступал в PGA Tour в конце 1960-х годов.
Был женат на Клаудии Фенли (в разводе) и Клаудии Бове (с 1983 г.). Тревино однажды сказал: «Я был поражен молнией и был в морской пехоте в течение четырёх лет. Я путешествовал по миру и был везде, где вы можете себе представить. Нет ничего, чего я боюсь, кроме моей жены».

## Профессиональная карьера
После увольнения со службы Тревино становится профессиональным игроком клуба в Эль-Пасо, штат Техас, а дополнительные деньги зарабатывает, играя на пари. В 1966 году он квалифицируется на Открытый чемпионат США по гольфу, проходит в основной зачёт и заканчивает турнир на 54 месте, заработав $600. В 1967 году он снова квалифицируется на Открытый чемпионат США и заканчивает с результатом 283 (+3), на восемь ударов хуже, чем чемпион этого года Джек Никлаус, и всего на четыре удара позади вице-чемпиона Арнольда Палмера. За занятое пятое место Тревино получил $6000 и турнирные бонусы до конца сезона. Он заработал $26,472 как начинающий, оказавшись на 45 строчке в списке PGA Tour money list, что обеспечило ему звание «Новичка года» от журнала Golf Digest. Также занятое место гарантировало ему участие в Открытом чемпионате США в следующем году.
В 1968 году, на второй год участия в соревнованиях, Тревино выигрывает Открытый чемпионат США, проходивший в Oak Hill Country Club в Рочестере, штат Нью-Йорк. Он на четыре удара опережает Никлауса, ставшего вице-чемпионом. В конце своей карьеры он заметил: «Я играл в туре в 1967 году и рассказывал анекдоты, и никто не смеялся. Затем я выиграл Открытый чемпионат в следующем году, рассказывал те же анекдоты, и все смеялись до чёртиков».
За всю карьеру Тревино 29 раз выигрывал титулы PGA Tour, включая шесть крупнейших мужских турниров. Его лучший период пришёлся на начало 1970-х, когда его главным соперником был Джек Никлаус. В 1970 году Тревино возглавил PGA Tour money list, шесть раз побеждал на турнирах 1971 года и четыре раза на турнирах 1972 года.
Летом 1971 года Ли Тревино в течение 20 дней продемонстрировал выдающуюся игру: он победил Никлауса в плей-офф Открытого чемпионата США, через две недели выиграл Канадский открытый чемпионат (первый из трёх в карьере) и ещё через неделю стал чемпионом британского открытого чемпионата, став первым игроком, завоевавшим все три титула в один год. Это позволило ему получить Пояс Хикока (англ. Hickok Belt) — профессиональную спортивную награду США. В том же 1971 году журнал Sports Illustrated признал его «Спортсменом года», как и программа Wide World of Sports телекомпании ABC.
В 1972 году на поле Мьюрфилд в Галлейне (Шотландия) Тревино стал первым за десять лет игроком, защитившим титул чемпиона Открытого чемпионата. Во впечатляющем третьем раунде Тревино сделал пять последовательных бёрди на лунках с 14-й по 18-ю, при этом завершив 16-ю лунку ударом из бункера и точно положив мяч в цель с 9 метров на 18-й. Раунд он закончил с 66 очками. В финальном раунде к 17-й лунке он подошёл наравне с Тони Джеклином. Затем ударом с рафа — неровного участка позади грина — он завершил лунку с паром. Ошеломлённый Джеклин трижды пытался поразить ту же лунку с 4,5 м, получив в результате богги. 18-ю лунку Тревино также закончил с паром, набрав в сумме 71 удар, опередив на один удар Никлауса, а Джеклина оставив третьим. В течение турнира Тревино четыре раза поражал лунку, не находясь на грине. Никлаус в этот год выиграл первые два турнира «большого шлема», но из-за Тревино оступился в третьем. Свой победный удар на 17-й лунке Тревино прокомментировал: «Я величайший чиппер в мире».
В 1974 году Ли Тревино пятый раз стал победителем главного соревнования — Чемпионата PGA. Титул ему снова достался с разницей в один удар от Никлауса, который четвёртый и последний раз стал вице-чемпионом после Тревино.
Во время PGA Tour 1975 года на чемпионате Western Open возле Чикаго в Тревино ударила молния, что привело к травме спины. Он перенёс операцию по удалению повреждённого межпозвоночного диска, но проблемы со спиной продолжали влиять на его игру. Несмотря ни на что, в 1980 году он был на втором месте, уступив только Тому Уотсону. Тревино выиграл три чемпионата в рамках PGA Tour и стал вице-чемпионом Открытого чемпионата, где также лидерствовал Том Уотсон. В возрасте 44 лет Тревино выиграл шестой и последний крупный турнир —Чемпионат PGA 1984 года, набрав 273 очка (-15) и став первым в истории игроком, завершившим все четыре раунда с результатом менее 70 ударов. В следующем, 1985 году, он закончил чемпионат на втором месте, почти повторив достижение Денни Шюта, два года подряд: в 1936 и 1937 годах — становившегося чемпионом.
В начале 1980-х Ли Тревино занимал вторую строчку по заработанным призовым за карьеру, уступая в этом показателе лишь Никлаусу. С 1968 по 1981 годы включительно Тревино выигрывал не менее одного турнира PGA Tour, то есть непрерывно 14 сезонов. Помимо побед в PGA Tour, Тревино выиграл более 20 международных и не входящих в число официальных профессиональных турниров. Он был одной из главных звёзд, принесших популярность Senior PGA Tour (в настоящее время — Champions Tour). На его счету 29 побед в этом чемпионате, из которых четыре — в главных турнирах. В денежном рейтинге турнира Senior PGA Tour он занимал верхнюю строчку в 1990 и 1992 годах.

### Бойкот турнира серии Masters
В 1989 году, в возрасте 49 лет, Тревино закончил первый раунд турнира Masters 1989 года с результатом 67 (-5), став старейшим игроком, закончившим раунд на первом месте. Это произошло несмотря на слова, сказанные Тревино за 20 лет до этого, после турнира Masters 1969 года: «Не говорите со мной о Masters. Я больше никогда не буду играть в этом турнире. Они могут приглашать меня сколько угодно раз, но я не вернусь. Это просто не моё поле». По мнению Тревино, атмосфера в клубе Augusta National была для него некомфортной, а поле не подходило для его стиля.
Тревино бойкотировал серию Masters в 1970, 1971 и 1974 годах. В 1972, после отказа играть в предыдущих двух соревнованиях, Тревино хранил туфли и другие принадлежности в багажнике автомобиля, а не в шкафчике клуба. Он объяснял это тем, что клуб не считает его игроком, а потому позволяет попадать на территорию только через кухню. Позднее он, однако, описал свой бойкот как «величайшую ошибку в карьере» и назвал Augusta National «восьмым чудом света».
После блестящего начала Тревино закончил турнир Masters 1989 года на 18-й позиции. Его лучшим результатом в серии было 10-е место: он занимал его дважды — в 1975 и 1985 годах.

## Карьера на телевидении
С 1983 по 1989 годы Ли Тревино работал комментатором в передачах о PGA Tour на канале NBC.

## Спортивный стиль
Тревино выработал собственный стиль игры, отличительной особенностью которого является свинг снаружи внутрь, в результате которого мяч немного доворачивает вправо. Эту технику он разработал, чтобы избежать постоянных подкручиваний мяча с сильным уходом влево. В результате Тревино стал автором множества красивых ударов и неоднократно выигрывал соревнования по гольфу, в которых зачёт вёлся не за поле в целом, а на каждой лунке в отдельности.
Тревино использовал открытую стойку и жёсткое покрытие рукоятки. Он никогда не считался мастером длинных ударов, но был известен точностью в условиях сильного напряжения, а также изобретательностью в игре на коротких расстояниях. У Тревино никогда не было тренера, поскольку, по его утверждению, он не встречал никого, кого бы не смог победить на поле для гольфа.

## Достижения
- Тревино стал первым игроком, прошедшим все четыре раунда Открытого чемпионата США по гольфу меньше пара. На поле Оак-Хилл в 1968 году Тревино закончил игру с результатом 69-68-69-69.
- Главная авеню в Эль-Пасо названа в честь Тревино. Также его имя носят улицы в Рио-Ранчо и Белене (Нью-Мексико).
- Тревино шесть раз выступал за команду США в Кубке Райдера: в 1969, 1971, 1973, 1975, 1979, 1981 годах. Он установил рекорд результативности: 17 побед, 6 ничьих, 7 поражений. В 1985 году он выступил в роли капитана американской команды.
- Тревино пять раз становился обладателем Приза Вардона за наименьшее среднее число ударов: в 1970, 1971, 1972, 1974 и 1980 годах.
- Тревино учредил несколько грантов и других видов финансовой помощи американцам мексиканского происхождения.
- Тревино написал в соавторстве автобиографию, озаглавленную They Call Me Super Mex.
- В 1981 году Ли Тревино был включён в Зал славы мирового гольфа.
- В 2000 Тревино занял 14 строку в списке величайших гольфистов всех времён, составленном журналом Golf Digest[23].

### Спортивные достижения
| Турнир                 | Победа | 2 место | 3 место | Топ-5 | Топ-10 | Топ-25 | Всего | В зачёте |
| ---------------------- | ------ | ------- | ------- | ----- | ------ | ------ | ----- | -------- |
| Masters Tournament     | 0      | 0       | 0       | 0     | 2      | 8      | 20    | 17       |
| Открытый чемпионат США | 2      | 0       | 0       | 6     | 8      | 11     | 23    | 15       |
| Открытый чемпионат     | 2      | 1       | 1       | 6     | 7      | 14     | 26    | 22       |
| Чемпионат PGA          | 2      | 1       | 0       | 3     | 5      | 12     | 20    | 16       |
| Всего                  | 6      | 2       | 1       | 15    | 22     | 45     | 89    | 70       |

- Непрерывная серия в зачёте — 16 (Открытый чемпионат 1969 — Чемпионат PGA 1973)
- Непрерывная серия в Топ-10 — 2 (семь раз)